# Султанов, Аббас-бек
Аббас-бек Султанов (азерб. Abbas bəy Ağalar bəy oğlu Sultanov; 1895, Кубатлы — 1938, Баку) — азербайджанский партийный деятель. Член партии большевиков с 1917 года.

## Биография
Родился в 1895 году в селе Кубатлы Зангезурского уезда. Будучи студентом медицинского факультета Киевского университета, после Февральской революции он оставляет учебу и включается в активную революционную борьбу в родном краю. В мае 1920 году его направляют из Баку в Лачинский район для работы среди крестьян. Ко времени его приезда в селе Мулла Ахмедли уже существовала партийная ячейка, организованная членом партии с 1917 году Оджахкули Мусаевым, активным участником Гражданской войны. По поручению ЦК КП(б) Азербайджана Оджахкули Мусаев вел руководящую партийную работу в Баку, Карабахе, Шуше и Зангезурском уезде.
Членами организованной им в селе Мулла Ахмедли ячейки были Теймур Велиев, Таги Мусаев, Герай Мусаев и другие. Опираясь на нее, Аббас Султанов добивается сплочения трудящихся района в борьбе против крупных помещиков Султановых. В этот период основная масса крестьян в селах Мулла Ахмедли, Каракышлак, Минкенд, Гаракешиш, Забуг, Абдалляр и т. д. была вовлечена в борьбу за утверждение и укрепление Советской власти. В селах активно работали ревкомы, создавались коммунистические ячейки.
В яркой биографии А. Султанова много героических страниц. Когда в конце 1920 года части Красной армии временно отходили из Герусов, один из противников советской власти Султан-бек из Гаджисамлу пытался активизировать свои действия для ликвидации ревкомов и захвата власти.
По заданию главаря качагов ночью в селе Минкенд захватывают Аббаса Султанова. Султан-бек пытками хотел сломить его волю, чтобы узнать имена связанных с ним большевиков На это Аббас Султанов ответил беку, что большевики «… во всех окружающих селениях…
— Кто же они? Почему я их не знаю?
— Большевики — все те, кого вы эксплуатируете, уничтожаете, истязаете, чью честь позорите. Во всей округе „тысячи людей, каждый из которых пострадал от ваших“ действий.
Значит, все крестьяне этих мест являются большевиками. Вы хотели получить список большевиков? Я его вам назвал. Подумайте теперь, можете ли вы со всеми ими расправиться».
Говоря, что «все крестьяне этих мест являются большевиками», Султанов был близок к истине в том смысле, что исстрадавшиеся от гнета и эксплуатации массы азербайджанского крестьянства видели в Советской власти свою освободительницу и были готовы с оружием в руках встать на ее защиту.
С 1921 по 1923 первый секретарь Кубатлинского райкома КПСС.
С 1931 года по 1932 Аббас-бек Султанов занимал пост первого секретаря Имишлинского райкома.
Арестован 4 апреля 1938 года, а 4 ноября 1938 года ему было предъявлено обвинение в принадлежности к антисоветской террористической группе. Ему инкриминировались такие цели, как свержение Советской власти и отторжение Азербайджана от СССР. Расстрелян 5 ноября 1938 года.